# エスポー駅
エスポー駅(エスポーえき、フィンランド語: Espoon rautatieasema、スウェーデン語: Esbo järnvägsstation)はフィンランド・エスポー市ケスクス地区にある鉄道駅でトゥオマリラ駅とカウクラティ駅の間に位置しヘルシンキ中央駅より20km離れている。エスポー駅はヘルシンキ近郊列車が停車する他、エスポー市内ではVRグループの長距離列車が停車する唯一の駅である。

## 歴史
旧駅舎は建築家のブルノ・グランホルム（Bruno Granholm）の設計により1903年に建てられ、1909年に拡張された。駅舎は多くの細かな装飾が施されていた。1903年から1981年までの間、エスポー駅の駅舎は郵便局としても運営され、駅長は郵便局長を兼ねていた。現在ではエスポー駅は橋上駅舎となり、郵便局は線路の南側にある。旧駅舎は100年以上経た今日でも現存している。